# Omiodes laysanensis
Omiodes laysanensis là một loài bướm đêm thuộc họ Pyralidae. Đây là loài đặc hữu của đảo Laysan, quần đảo Tây Bắc Hawaii. Người ta cho rằng ấu trùng loài này ăn cỏ.